# 果阿旧城
15°30′08″N 73°54′42″E / 15.50222°N 73.91167°E
果阿旧城（Goa Velha，Velha在葡萄牙语中意为老旧）是位于印度果阿邦北果阿区的城镇，距离邦首府帕纳吉10公里，曾是葡属印度的首府。城内有很多教堂和修道院，其中最著名的是慈悲耶穌大殿（Basilica of Bom Jesus），保存有聖方濟各沙勿略的遺体。1986年这里被列爲世界遺產。

## 历史
果阿舊城建于15世紀，在毗奢耶那伽罗王朝和巴赫曼尼苏丹国時代是重要的港口城市，在阿迪勒·沙阿王朝是比贾布尔苏丹国的陪都，有護城河圍繞，建有蘇丹的王宮、清真寺和廟宇。1510年開始，葡萄牙人統治了果阿舊城，這裡成爲葡屬印度的行政中心。直到1759年，總督府遷往現在的邦首府帕納吉（當時稱Panjim）。1961年果阿併入印度共和國。
1543年的老果阿人口近20万，17世紀瘧疾和鼠疫肆虐了這個城市，到1775年人口一度降至1500人。正是那個時期，地區的行政中心轉移到帕納吉。1835年宗教壓迫使得城市幾乎荒廢。

## 人口
2001年印度人口普查時果阿舊城有人口5411人。其中男性佔53%，女性佔47%。识字率达77%，比国家平均水平的59.5%高出不少，其中男性的识字率达82%，女性为71%。人口中9%为6岁以下儿童。

## 教堂和修道院
作爲葡屬印度的首府和基督教（主要为罗马天主教）傳播中心，老果阿集中了很多教堂和修道院。從宗教和歷史角度看，這裡見證了基督教傳播到亞洲的歷史，有很重要的地位。從建築風格來説，則體現了16世紀早期葡萄牙努埃爾風格和義大利風格主義（Mannerist）、巴洛克艺术在亚洲的影响。
以下是果阿旧城几个主要教堂：
- 慈悲耶穌大殿（Basilica of Bom Jesus）
- 圣加大肋纳主教座堂，是果阿最大的教堂
- 圣方济各堂（Church of St Francis of Assisi，有考古学博物馆）
- 聖卡也達諾教堂（Church of S. Caetano）
- 玫瑰圣母堂（Church of Our Lady of the Rosary）
- 聖奧斯定堂（Church of St Angustine，建於1572年）
- 圣亚纳堂（Church of St. Anne（英语：Church of St. Anne, Talaulim））

### 慈悲耶穌大殿

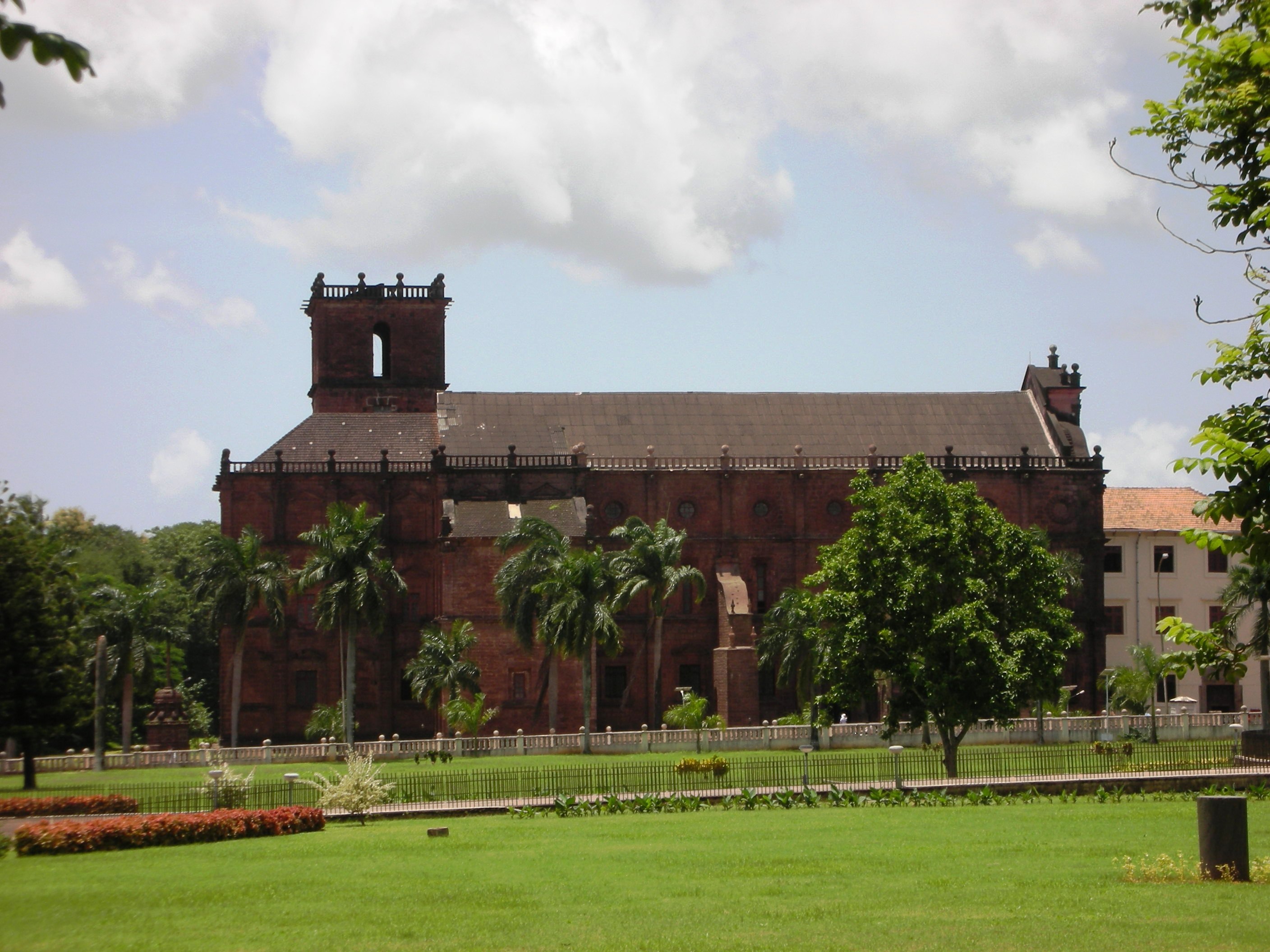
慈悲耶穌大殿

慈悲耶穌大殿是果阿旧城最负盛名的教堂。葡萄牙语写作「Basílica do Bom Jesus」，Bom的含义是好的、神圣的，Basílica即巴西利卡，是罗马教廷授予拥有特殊地位的大殿的称号。
教堂建于1695年，是典型的巴洛克建筑。它在基督教上的重要地位主要是因为这里保存有历史上最伟大的传教士聖方濟各沙勿略的遺体。
聖方濟各沙勿略是最早到亚洲传教的传教士之一，曾在印度、马六甲、日本等地传教。他于1552年12月2日因疟疾死于海岛上，其时正试图偷渡入中国。次年，沙勿略的遗体根据其遗嘱被运送到果阿，据说他的遗体入殓时犹如在生。圣迹吸引了大批信徒以及各地朝圣者到此朝拜。
教堂铺有大理石地板并镶嵌宝石，還有极为精美的祭坛，整个教堂内部的装饰也是非常華麗。教堂中保存有聖方濟各沙勿略的画像。沙勿略的墓室是1696年由美第奇家族的托斯卡纳大公科西莫三世捐赠的，由17世纪佛罗伦萨的雕刻家福格尼花费十年之功才最终完成。保存遗体的棺椁则由纯银制作。另外，在教堂二层的艺术画廊收藏有果阿本地超现实主义画家Dom Martin的画作。

## 重要建築

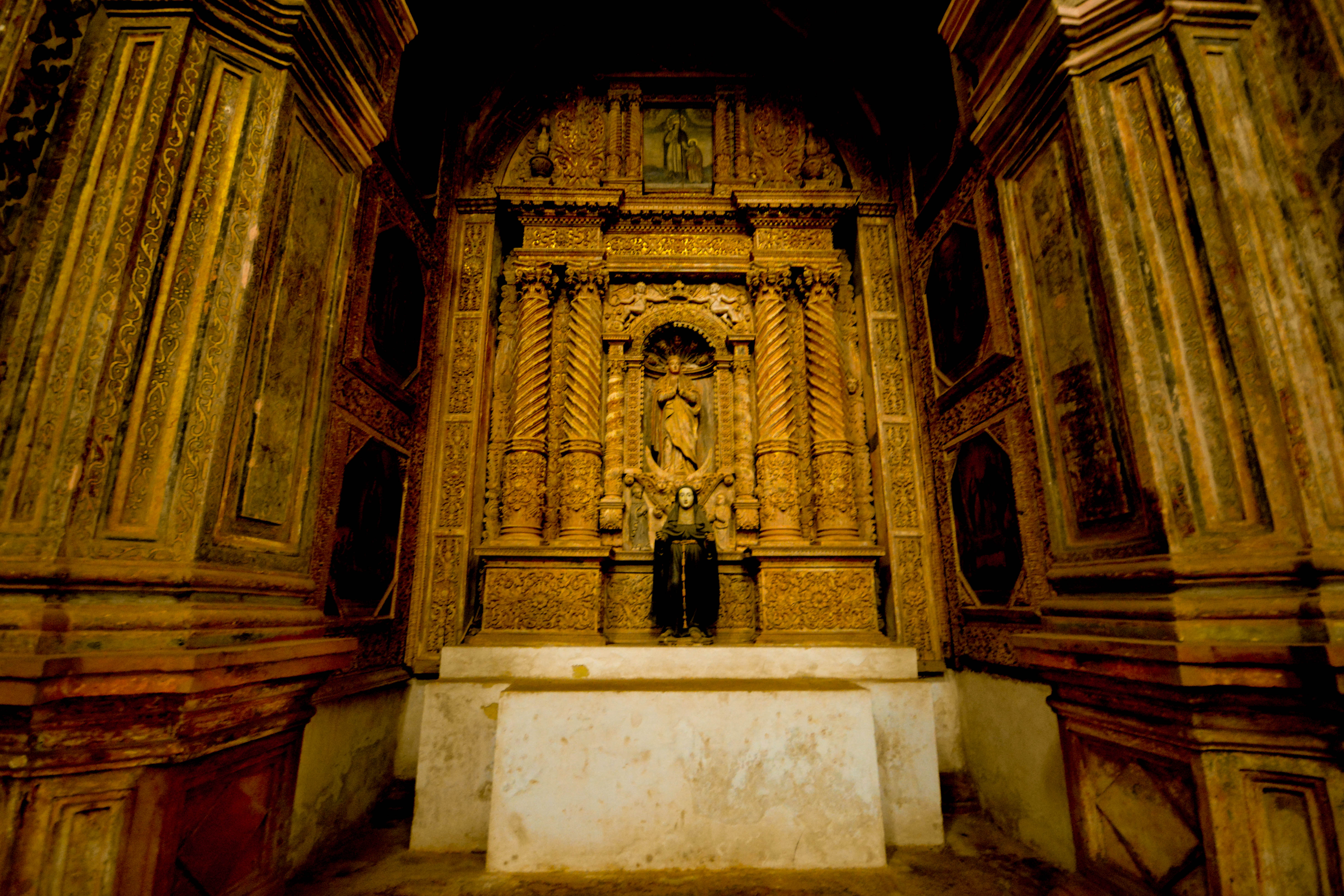
慈悲耶穌大殿內部
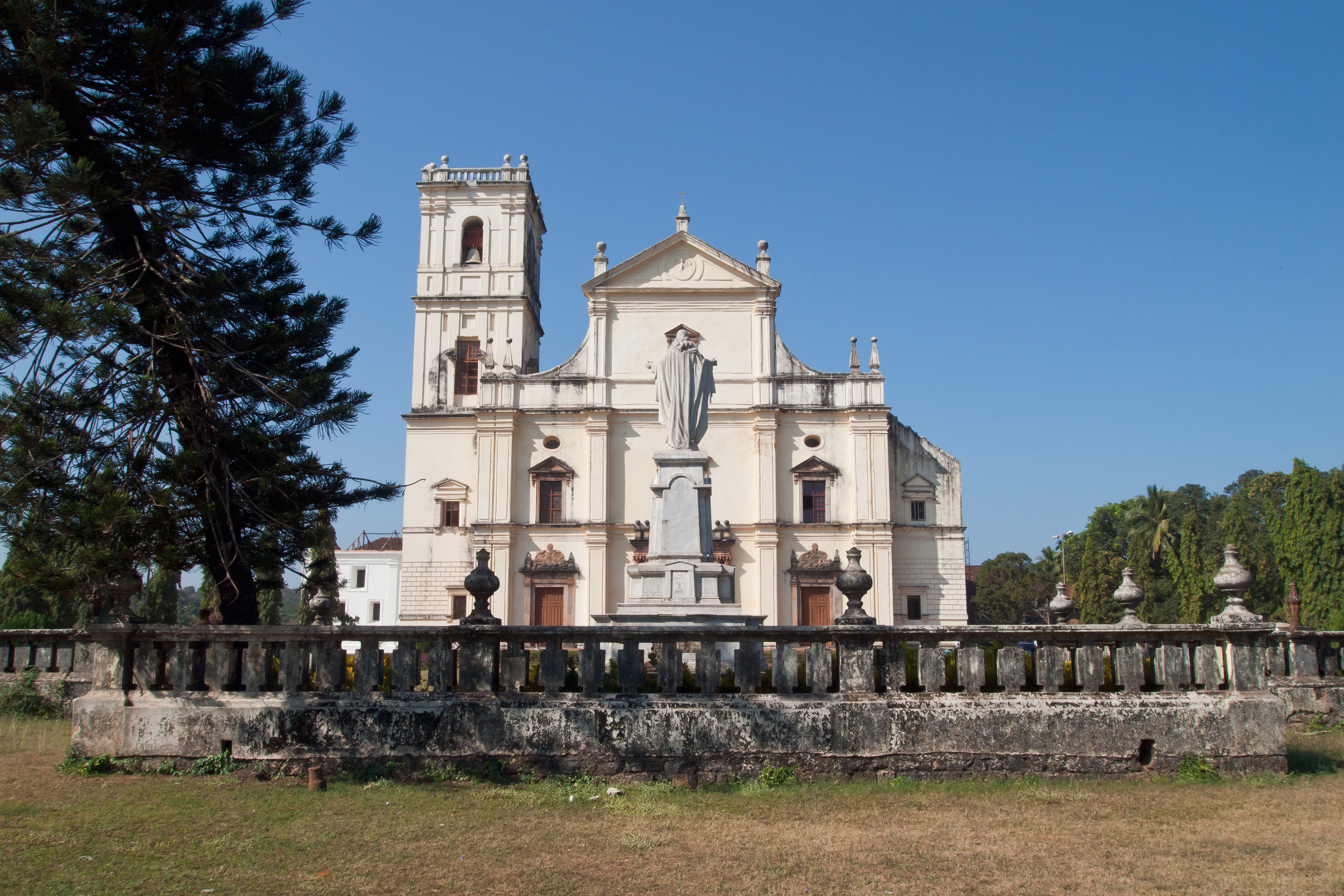
聖加大肋納主教座堂
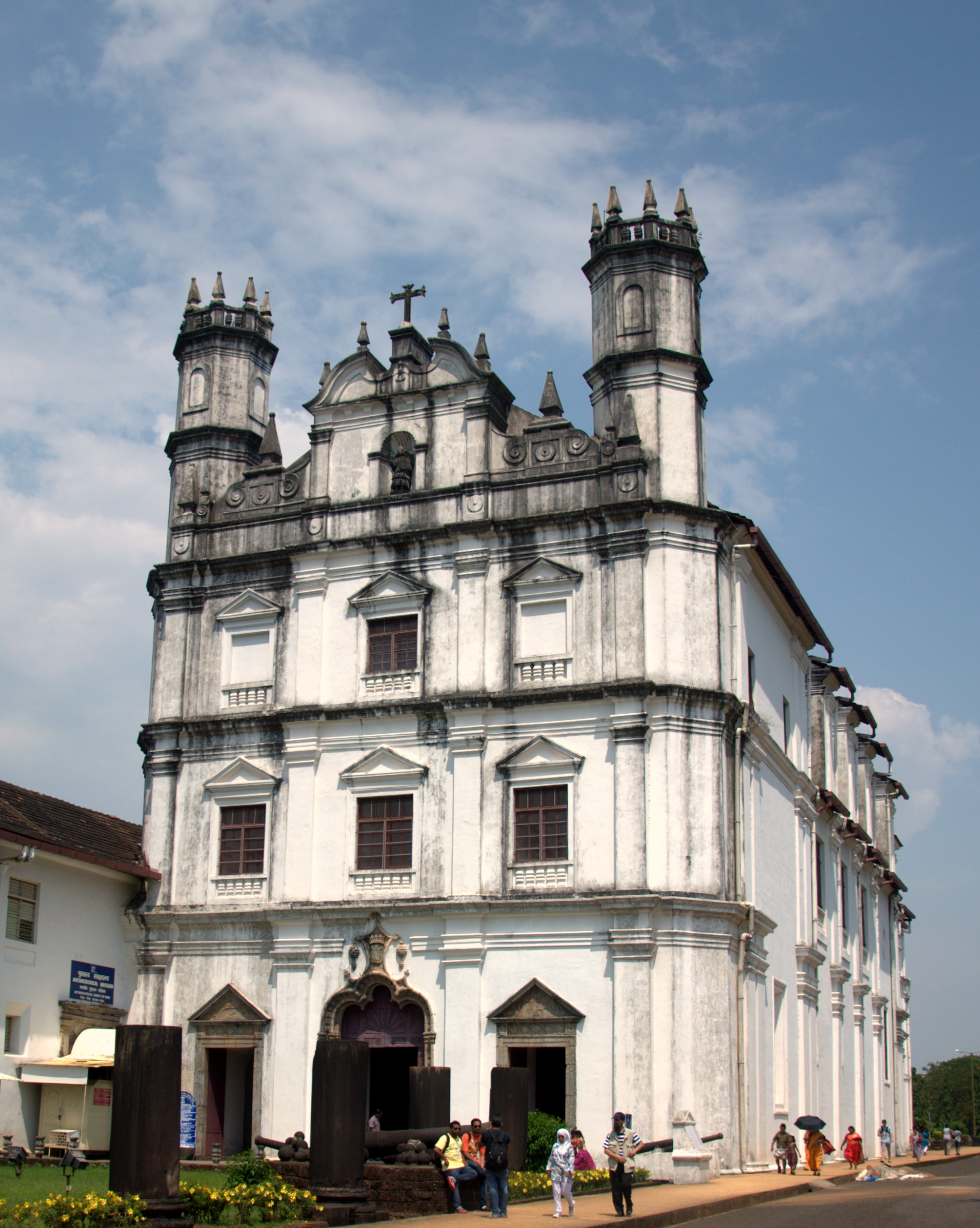
圣方济各堂

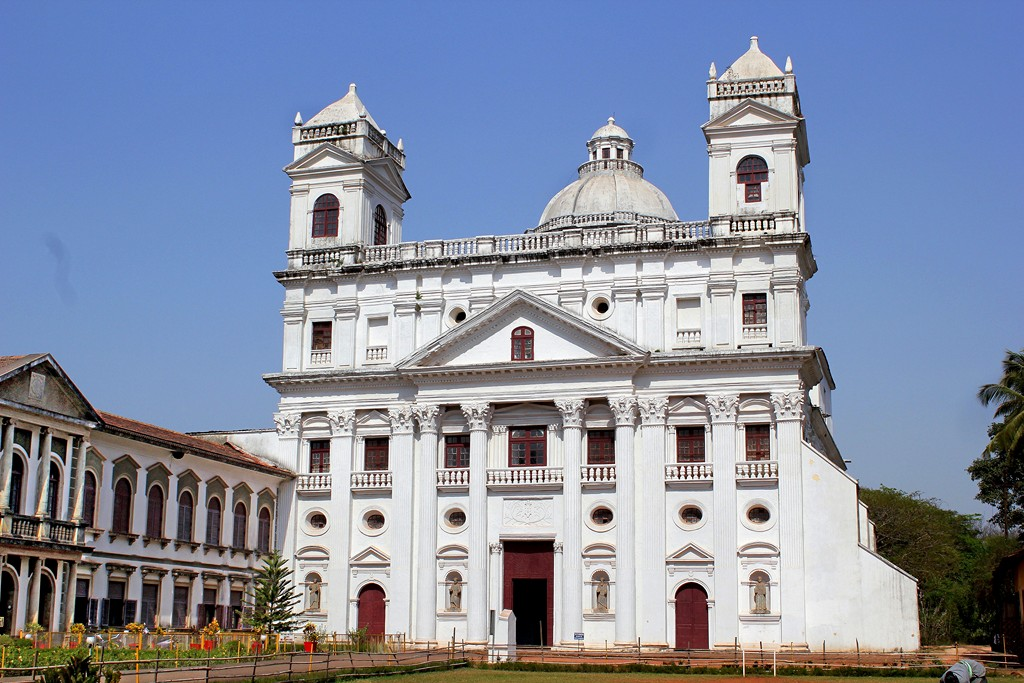
聖卡耶坦教堂
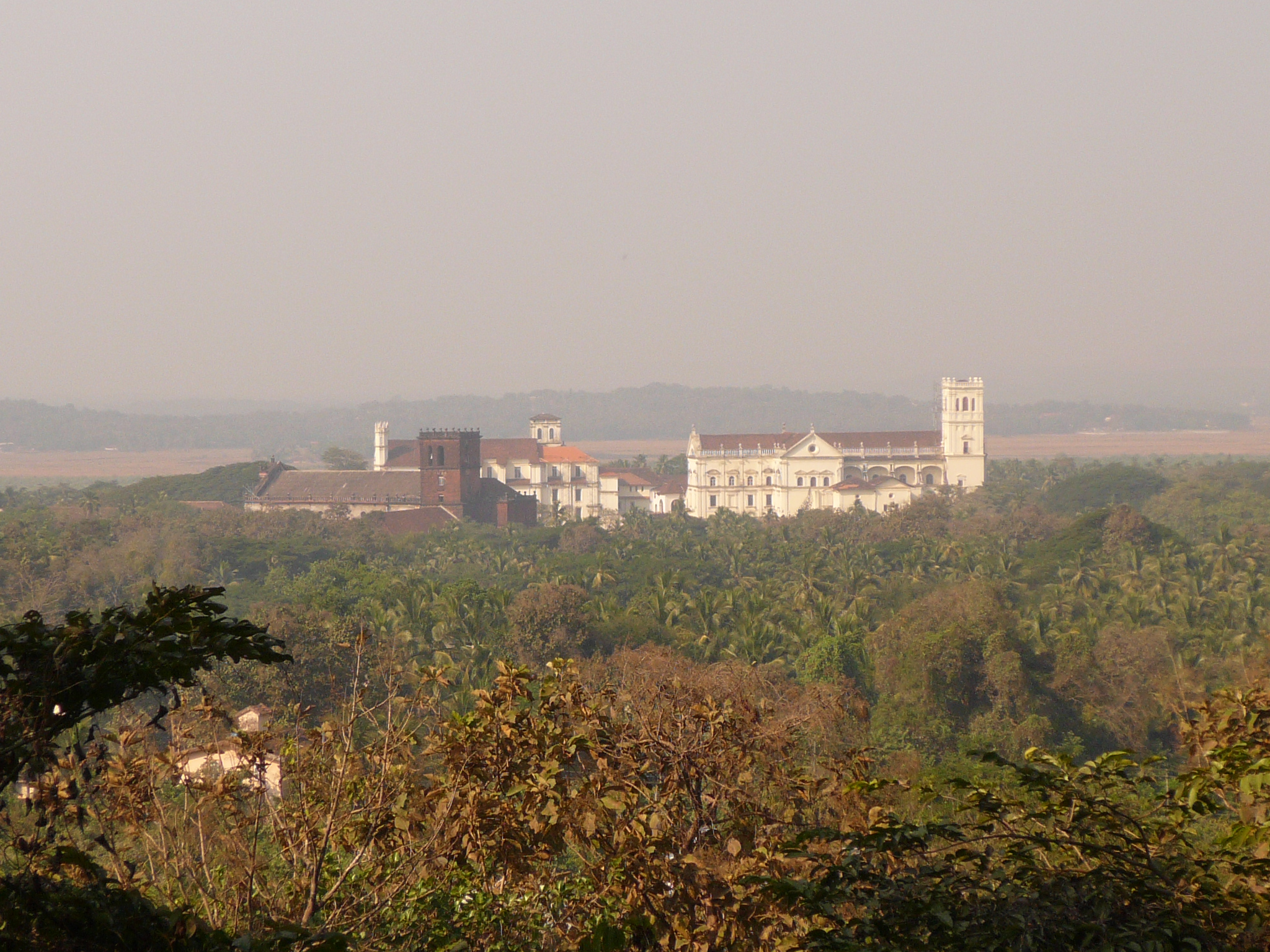
遠遙果阿舊城
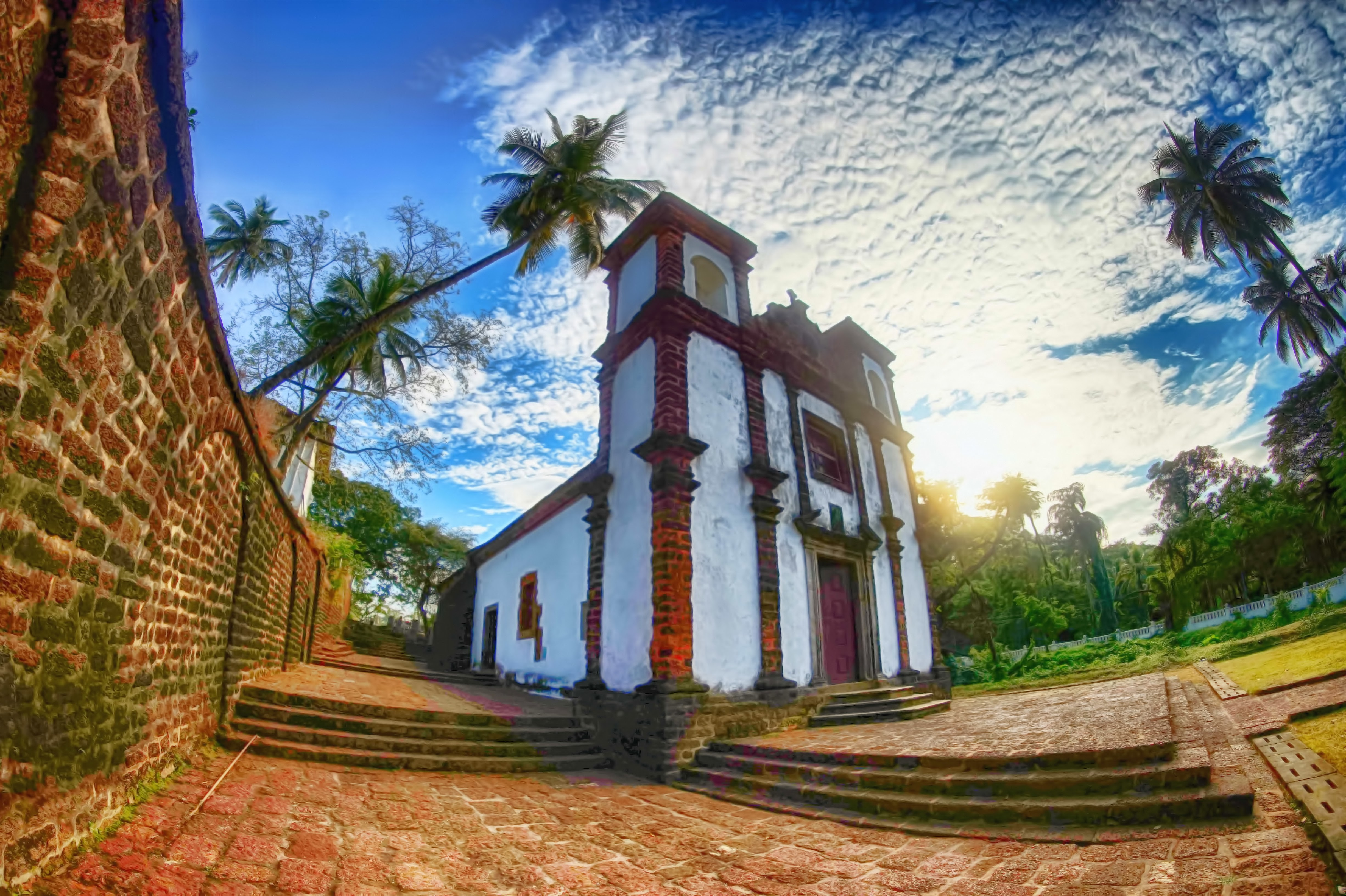
聖凱瑟琳教堂